# Kilsbach (Gersprenz)
Der Kilsbach ist ein knapp zwei Kilometer langer rechter und südöstlicher Nebenfluss der Gersprenz.

## Geographie

### Verlauf

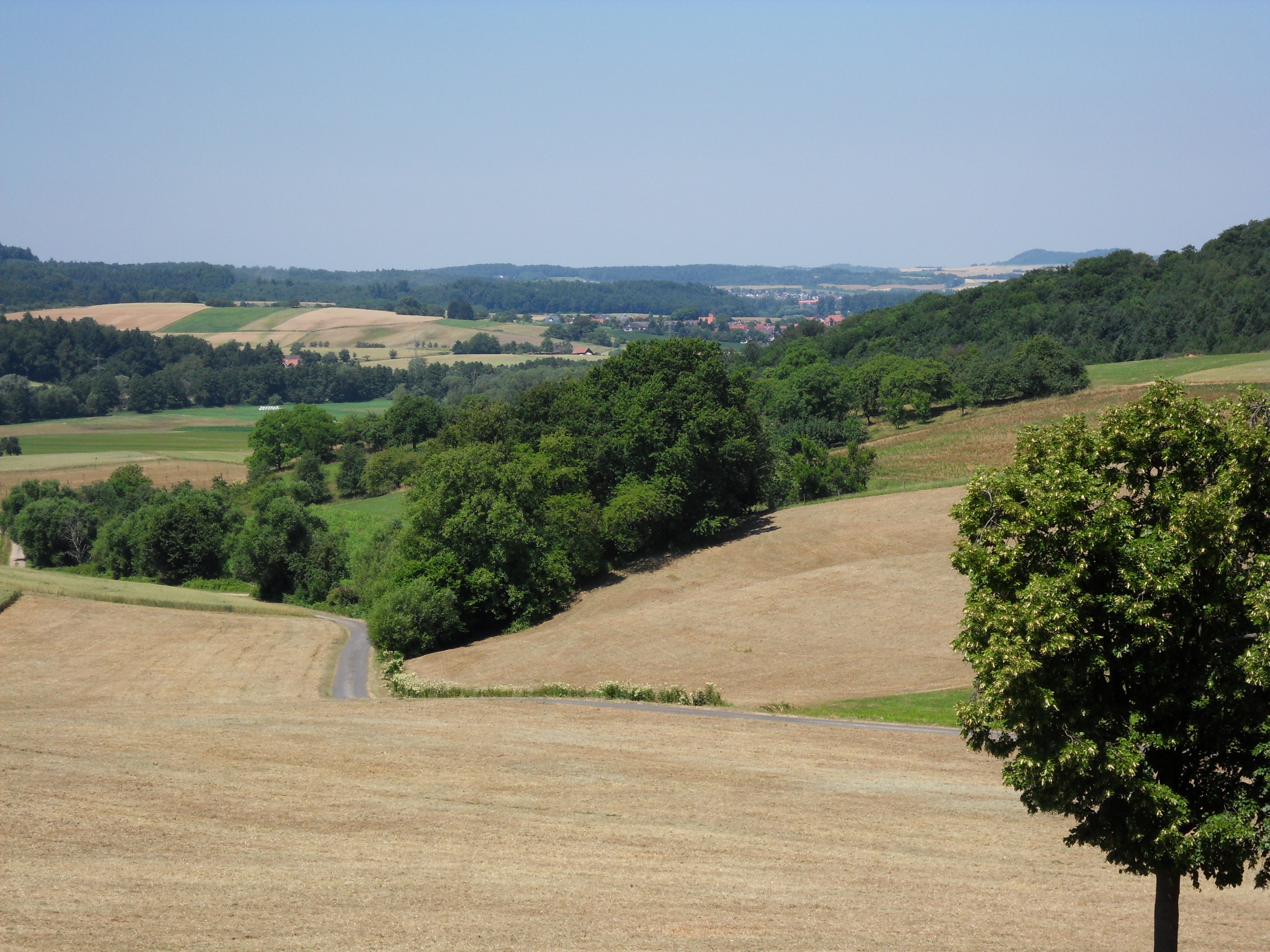
Blick über das untere Tal des Kilsbachs zur Gersprenzaue nach Nordwesten; Das Bachbett verläuft entlang des Weges in der Bildmitte

Der Kilsbach entspringt im nördlichen Odenwald zwischen den Gehöften, die den Weiler Kilsbach bilden.
Seine Hauptfließrichtung ist der Nordwesten. Er fließt rechts am Wingertsberg vorbei. Von der Waldschmiede kommend, fließt ihm ein namenloses Bächlein zu.
Der Kilsbach durchfließt das Naturschutzgebiet „Bruch von Brensbach“ und mündet schließlich südlich von Brensbach in die Gersprenz.

### Flusssystem Gersprenz
- Fließgewässer im Flusssystem Gersprenz

## Renaturierung
Im Mündungsbereich wurde der Kilsbach entrohrt und sein Gewässerbett naturnah umgestaltet. Die Entwässerungsgräben wurden geschlossen um ein Austrocknen des Schilfes und der Auenwälder zu verhindern.